# Etten (Gueldre)
Pour les articles homonymes, voir Etten.

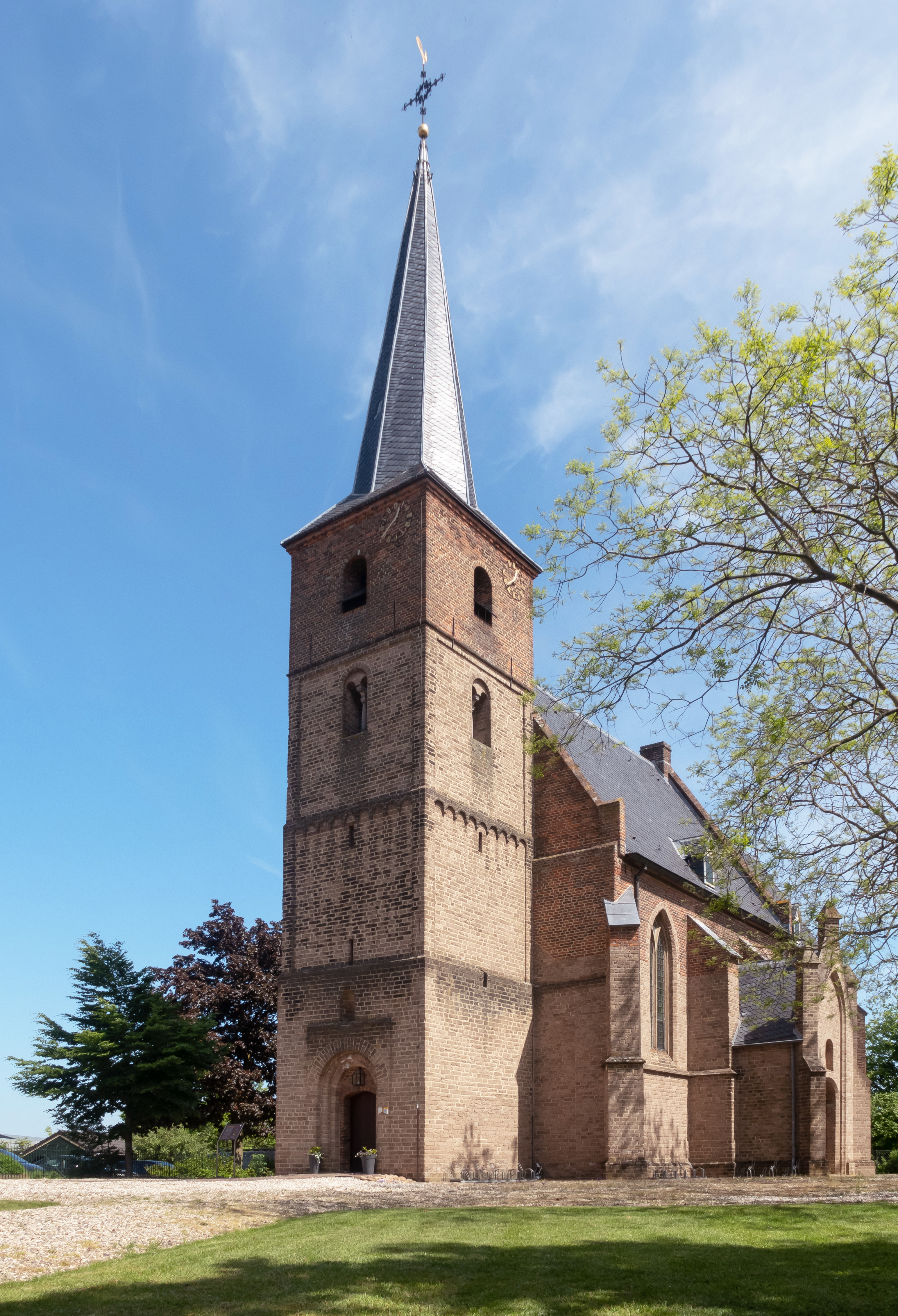
Etten, l'église protestante

Etten est un village situé dans la commune néerlandaise d'Oude IJsselstreek, dans la province de Gueldre. En 2009, le village comptait environ 1 950 habitants.